# MV Agusta Corse 500 Quattro Catena

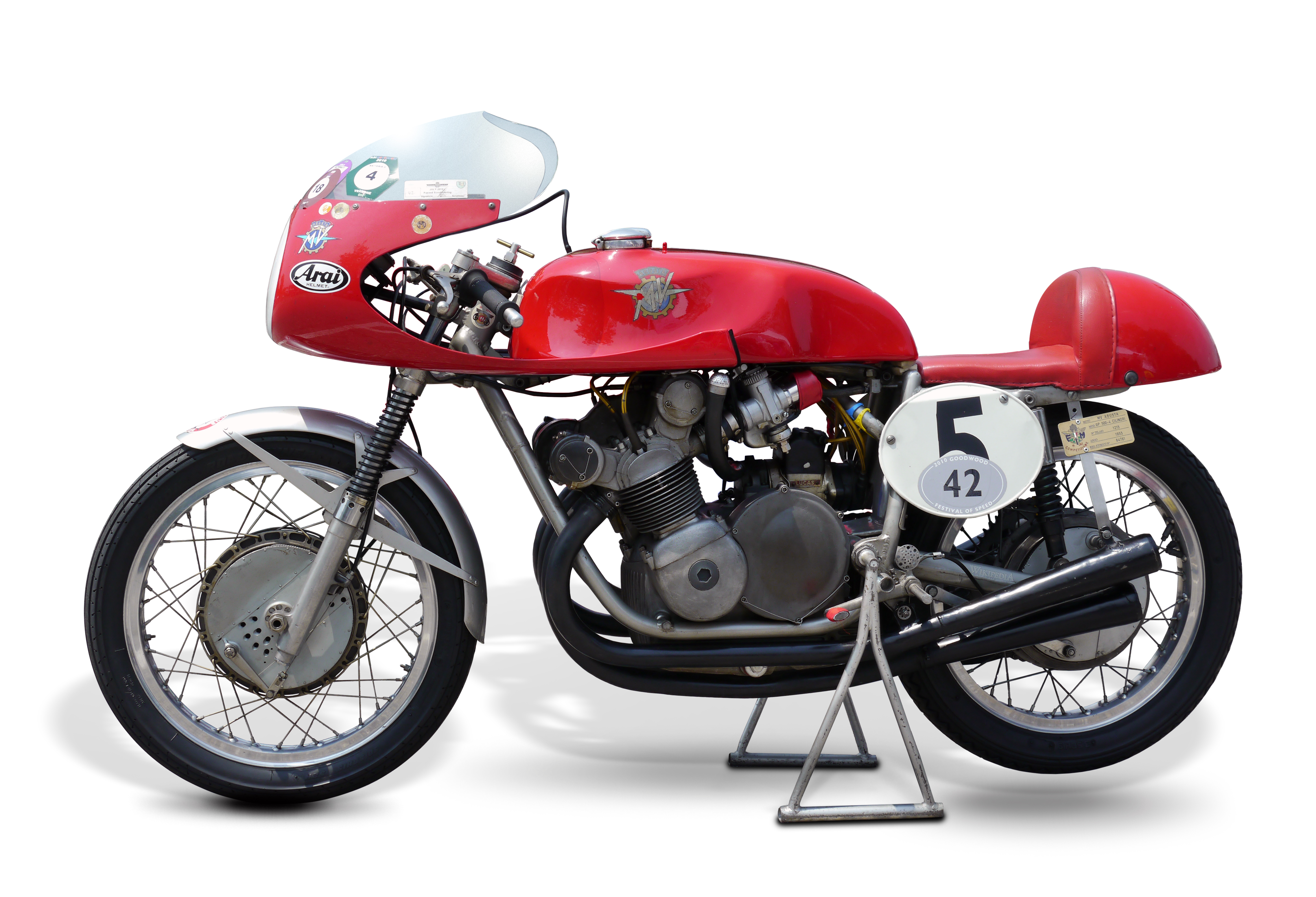
Eine frühe Version der MV Corse 500er Quattro Catena mit „kurzer“ Verkleidung (1952)

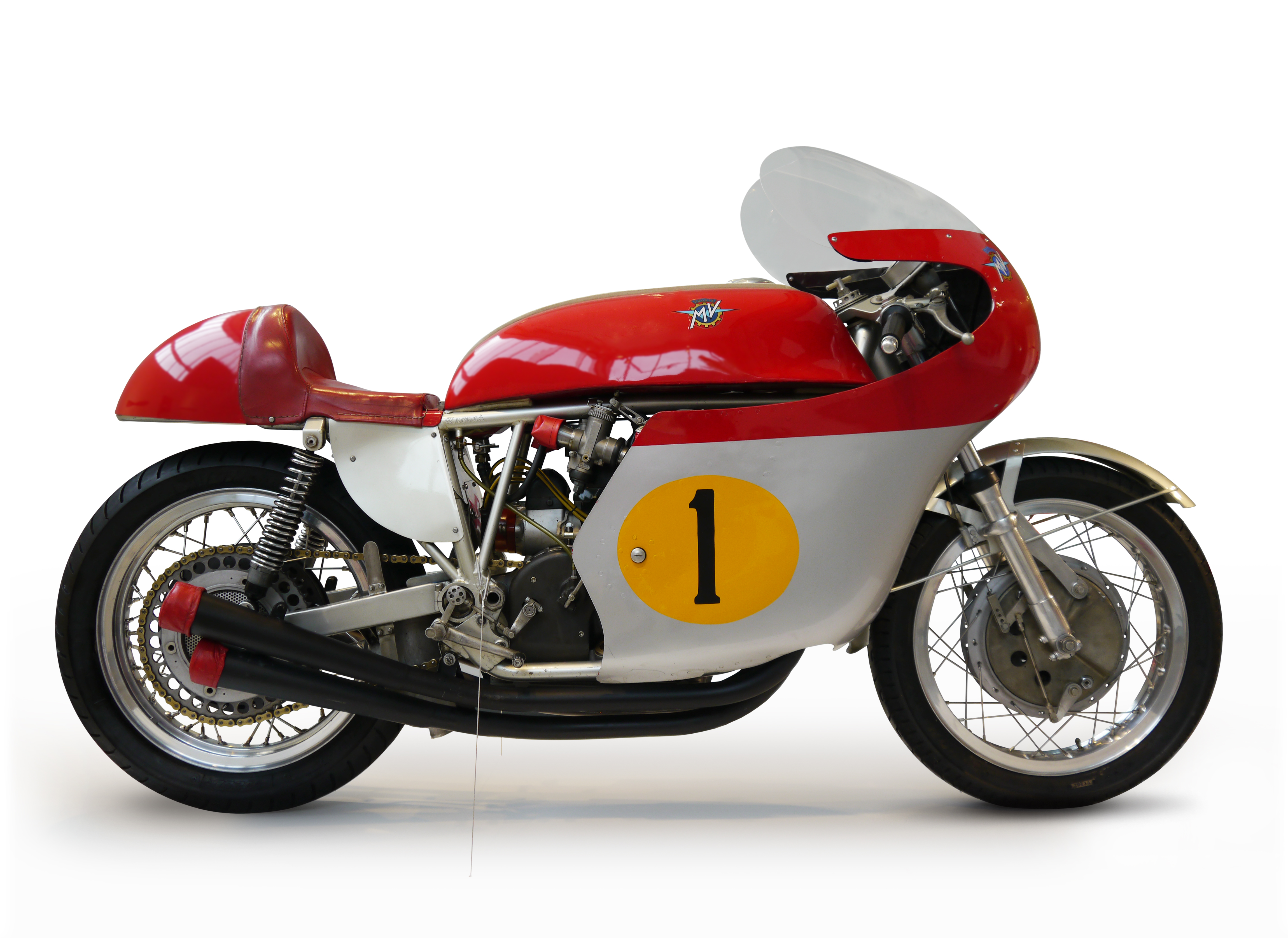
Die späte Version der 500er Quattro Catena von Mike Hailwood (1964)

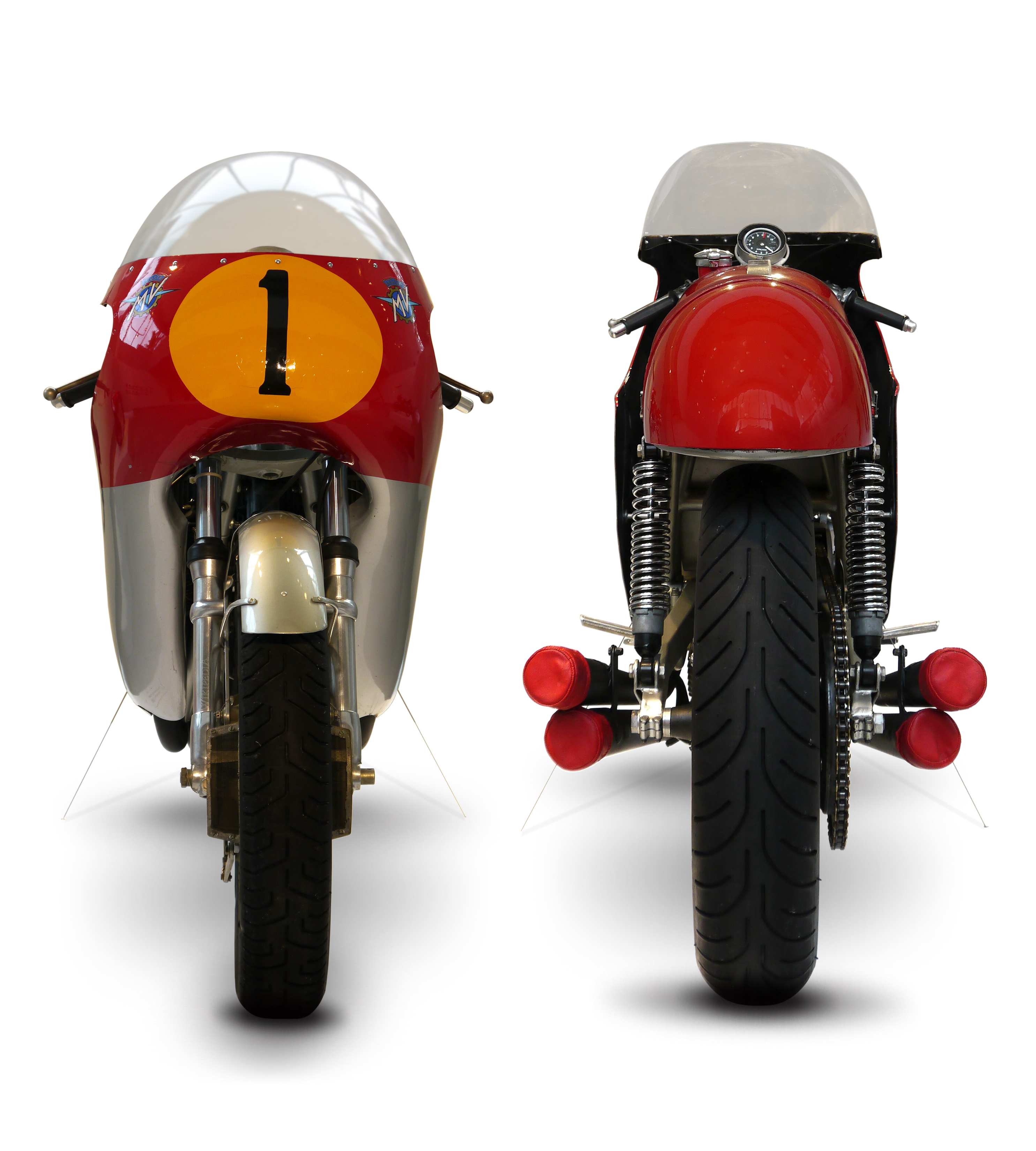
Front- und Heckansicht der nach zahlreichen aerodynamischen Versuchen „vollverkleideten“ 500er Catena

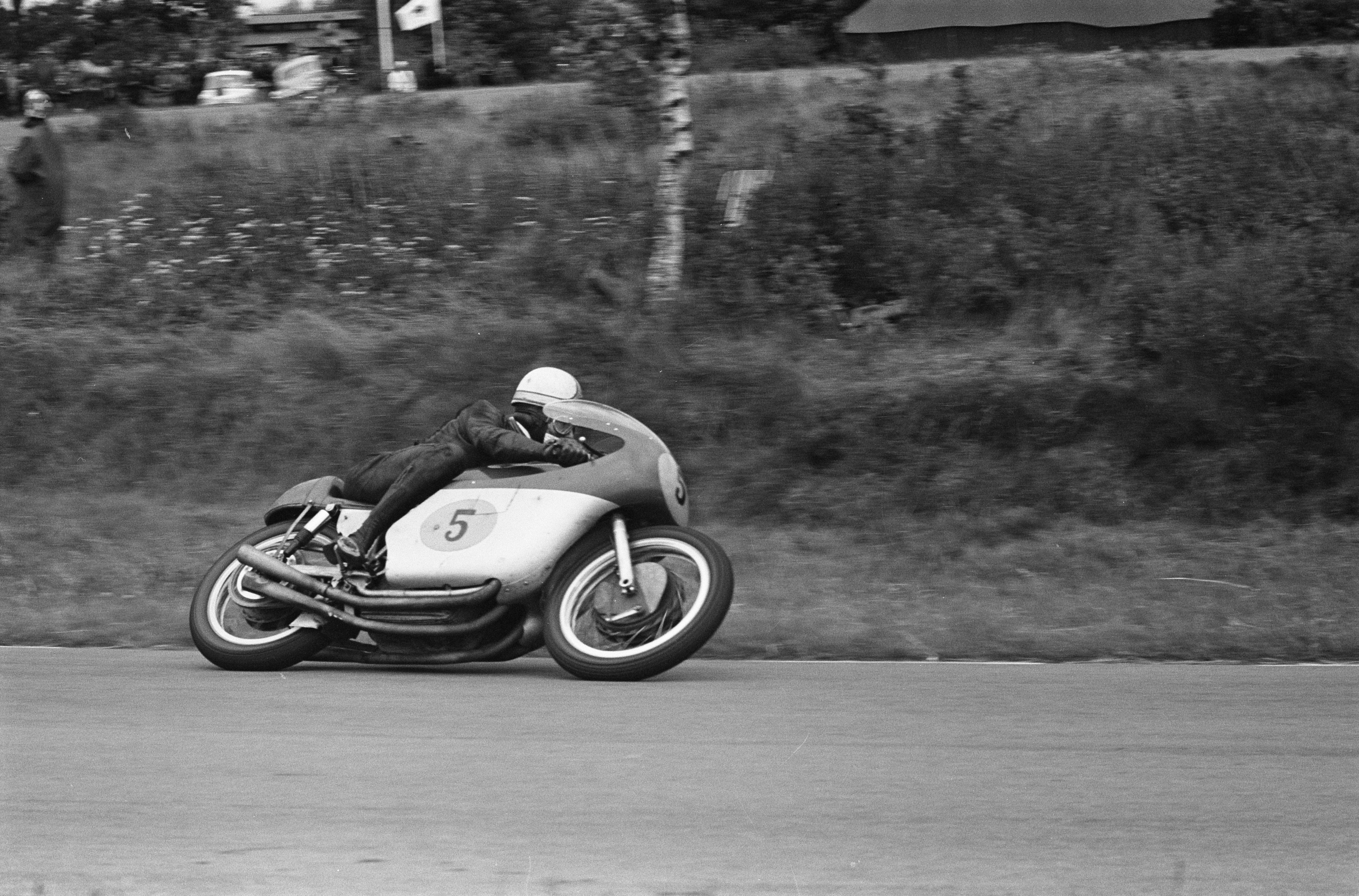
Mike Hailwood auf der Quattro Catena in Assen (1962)

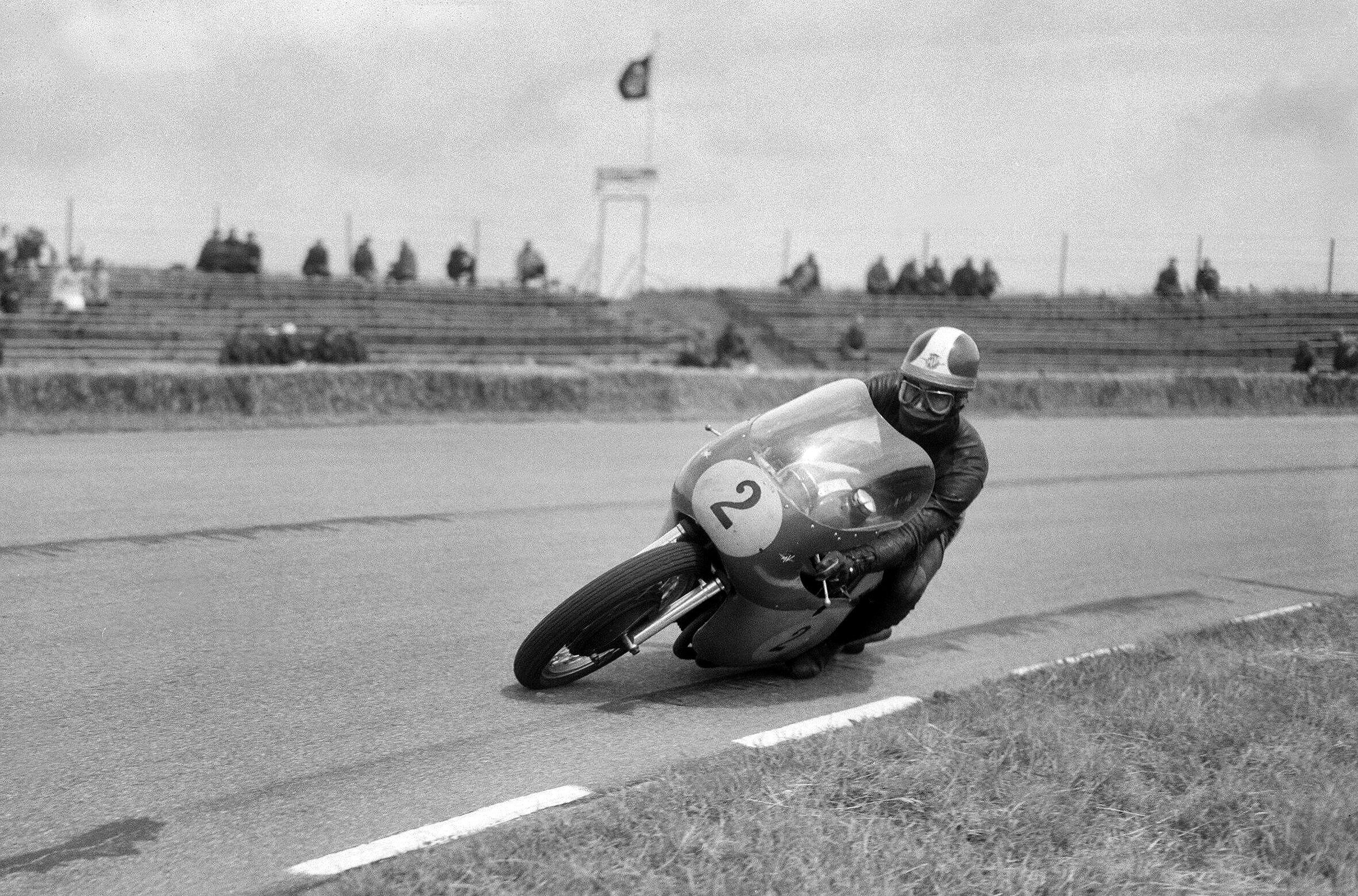
Der noch junge Giacomo Agostini in seinem ersten Jahr bei MV auf der 500er Catena (1965)

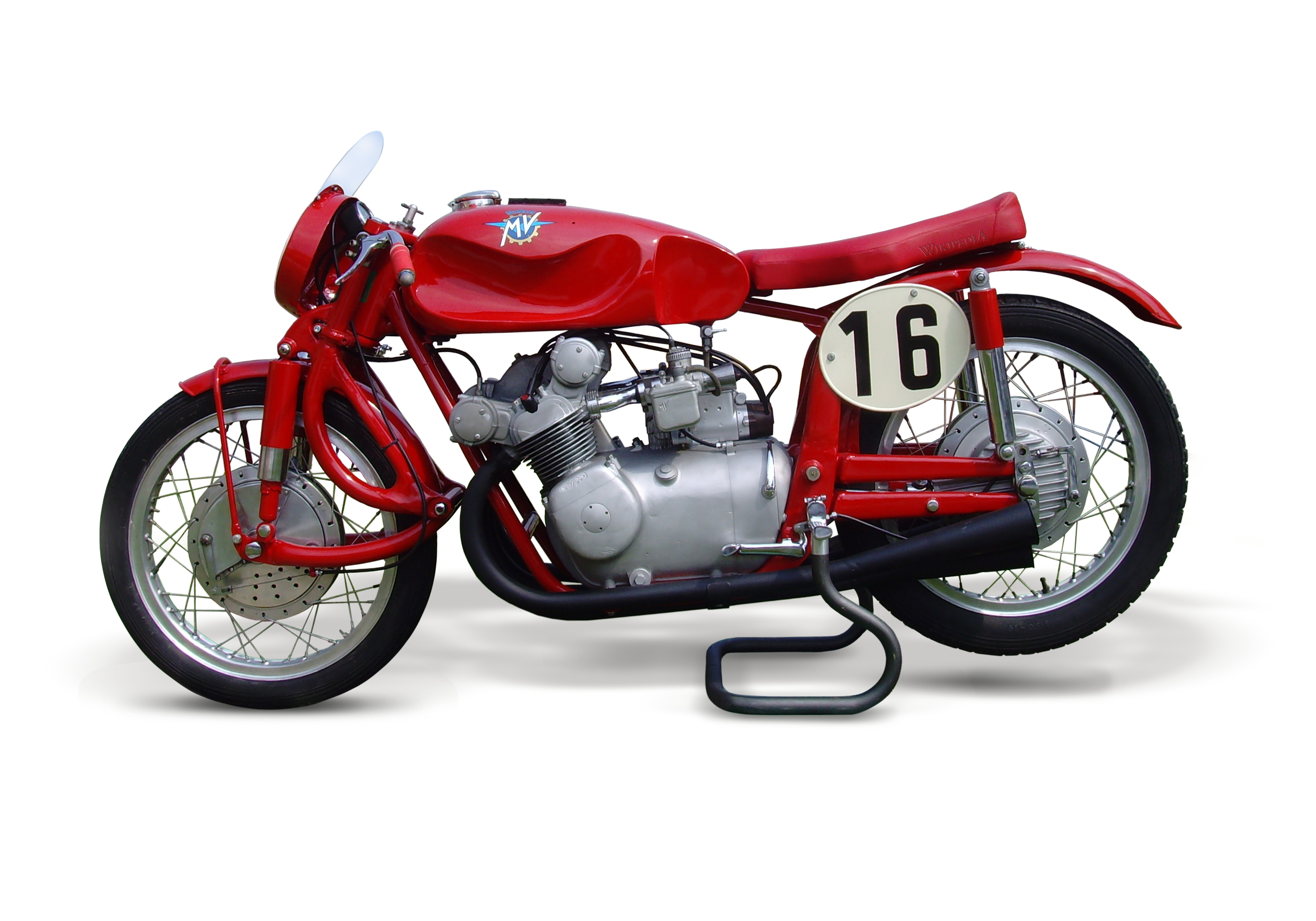
Das Basismodell „Cardano“, das zur „Catena“ modifiziert wurde

Die MV Agusta Corse 500 „Quattro Catena“ war ein Rennmotorrad, das vom Werksrennteam „Reparto corse“ des italienischen Herstellers MV Agusta von 1952 bis 1966 eingesetzt wurde. Der Name setzt sich aus dem Hubraum, der Zylinderanzahl („Quattro“) und der Antriebsart („Catena“, ital. für Kette) zusammen. Sie ist eine der erfolgreichsten GP-Maschinen in der Geschichte der Motorrad-Weltmeisterschaft.

## Geschichte
Die Quattro Catena war eine Weiterentwicklung der MV Agusta Corse 500 Quattro Cardano, des ersten Modells des Unternehmens, mit dem es in der damals höchsten Formelklasse „500 ccm“ antrat. Diese Maschine hatte ein längsliegendes Getriebe und, wie der Name sagt, Kardanantrieb. 1952 wurde auf querliegende Getriebewellen und Kettenantrieb („Catena“) umgerüstet. In dieser Form (Primärtrieb, Sekundärtrieb, Bohrung und Hub, Neigungswinkel der Ein- und Auslassventile) blieb der Motor in seinen konstruktiven Grundzügen bis 1966 nahezu unverändert.

## Technik
Die 500 Catena war rund vierzehn Jahre im Einsatz, diese lange Zeit macht es fast unmöglich alle Entwicklungen zu dokumentieren, auch da sich die Rennabteilung mit Auskünften sehr zurückhielt. Einige „Meilensteine“ waren:
- die 1952 von Graham eingeführte Earles-Gabel, die später durch eine hydraulisch gedämpfte Teleskopgabel ersetzt wurde,
- ein zerlegbarer Rahmen, der später in eine demontierbare untere Brücke geändert wurde, um den Motorausbau zu erleichtern,
- eine Hinterrad-Kastenschwinge mit exzentrischer Lagerung,
- unzählige Versuche mit Teil- und Vollverkleidungen. Letztlich setzte sich die Vollverkleidung (wie rechts abgebildet) durch.[6]
- Das sogenannte „Zylinderbankett“ ist eine konstruktionsspezifische Eigenheit der MV-Renn-Vierzylinder. An diesem Steuer- und Lagerträger waren Kurbeltrieb, Zylinder und Zylinderkopf montiert. Das Bankett nahm die aus neun Teilen zusammengesetzte Kurbelwelle in sechs Lagerböcken auf, ebenso die Stirnräder im Steuerturm für den Antrieb der Nockenwellen. Nach dem Lösen von zwölf Muttern (Gewinde M 7) ließ sich das gesamte Bankett mit den darauf montierten Einheiten ohne großen Aufwand aus dem Gehäuse herausheben.[7][1]
- Auch das quer eingebaute Kassettengetriebe verringerte den Montageaufwand bei einem notwendigen Getriebewechsel, da es komplett bzw. „in einem Stück“ herausgenommen werden konnte.

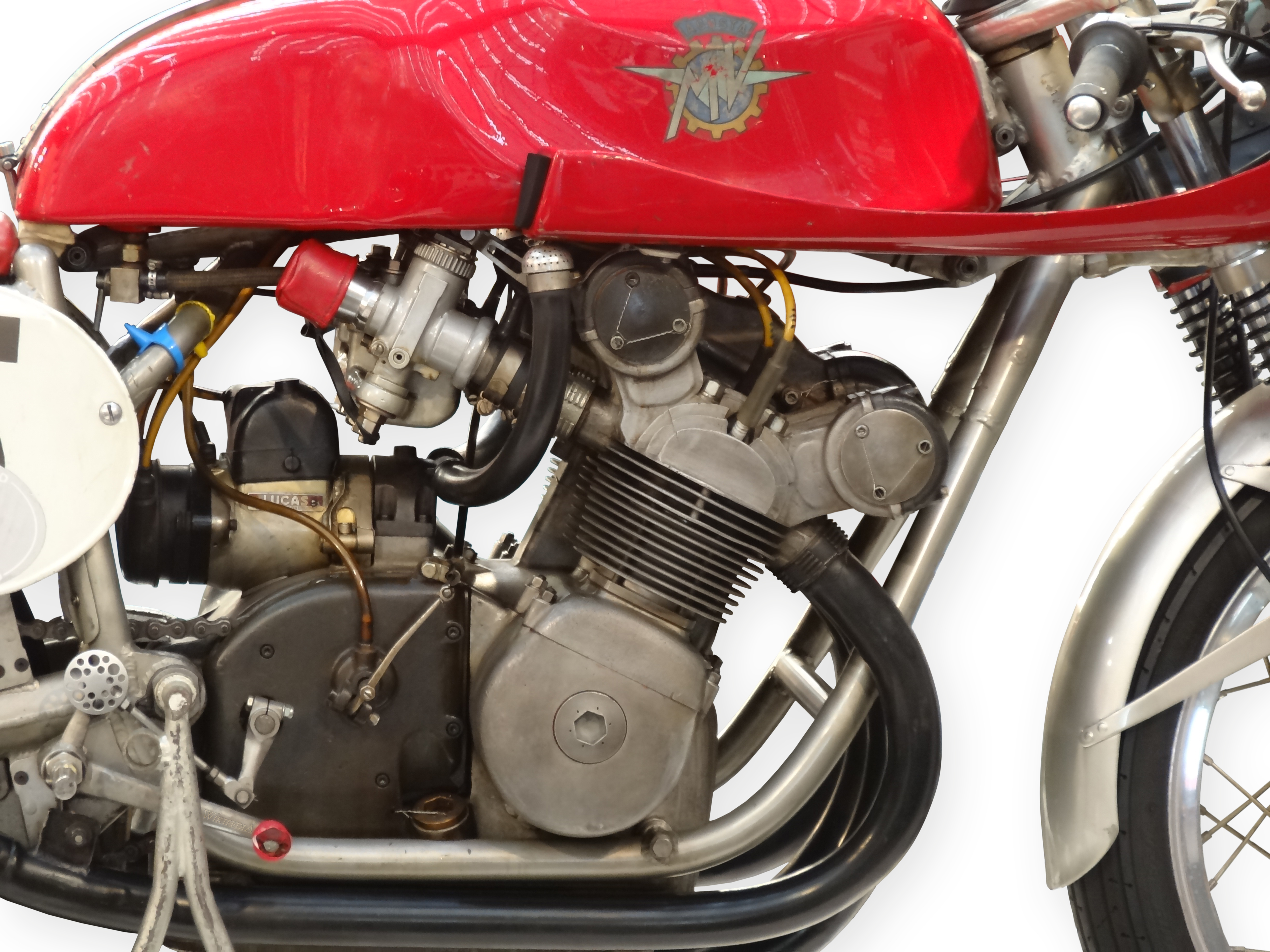
Bild 1
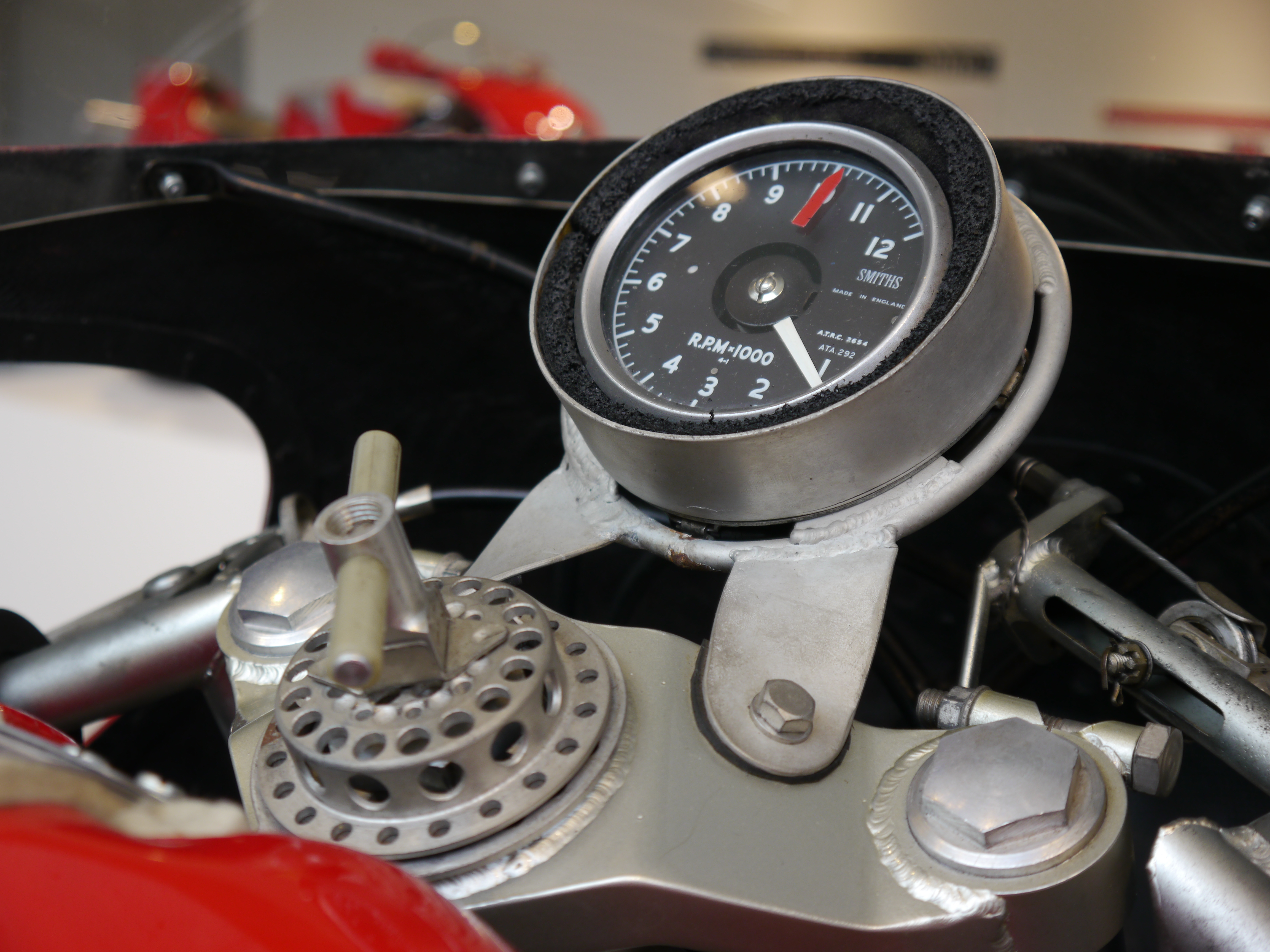
Bild 2
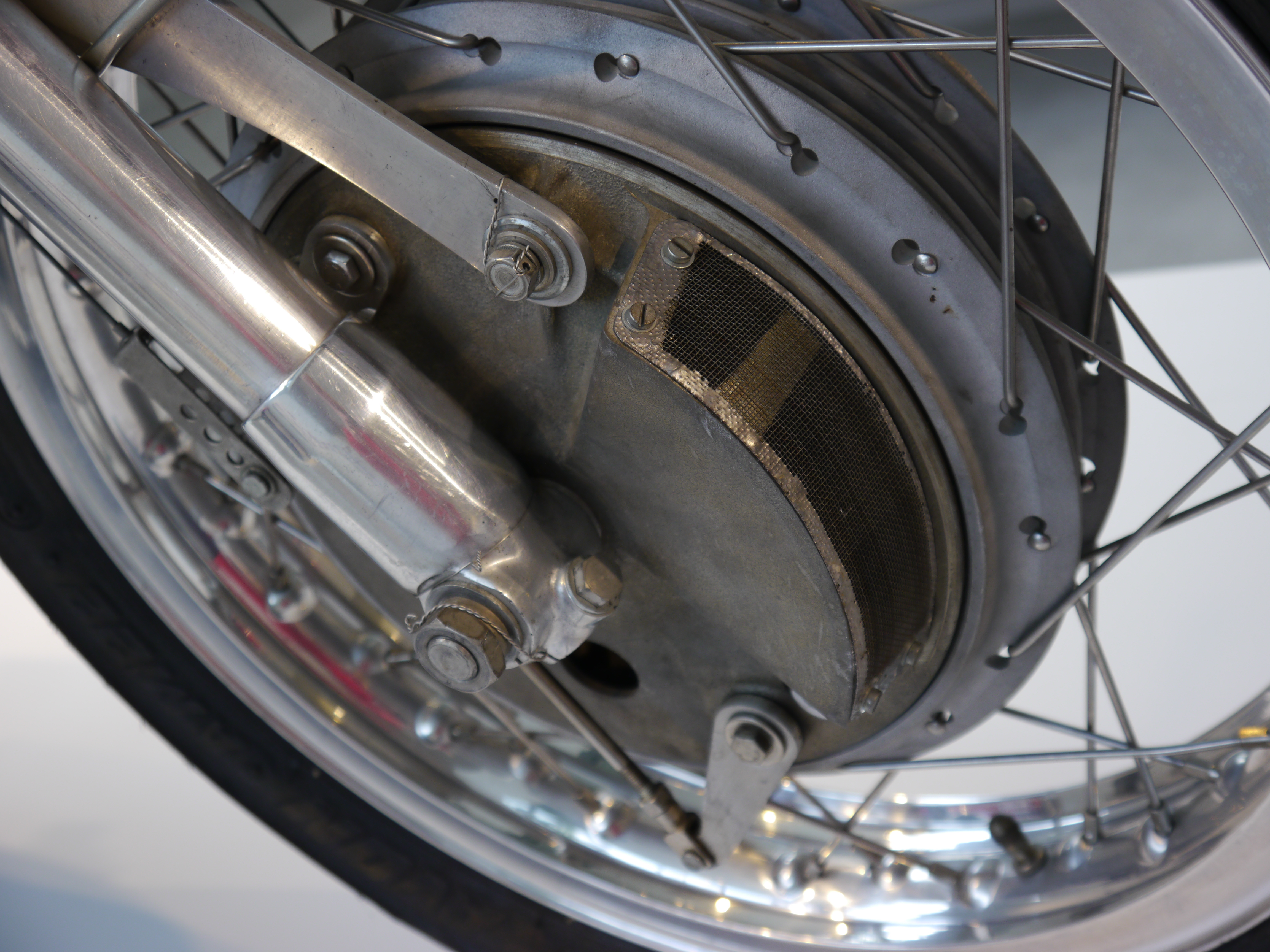
Bild 3
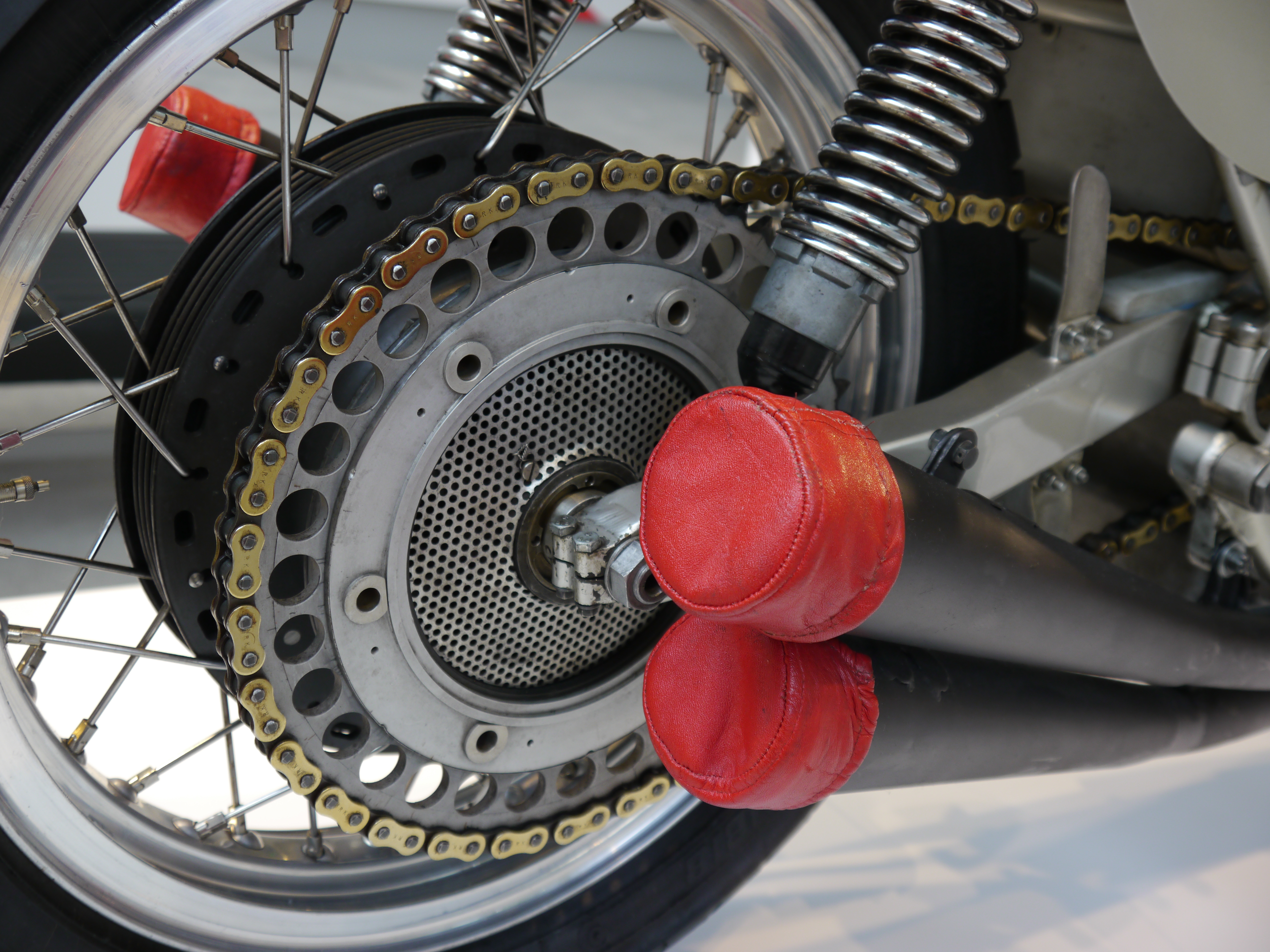
Bild 4
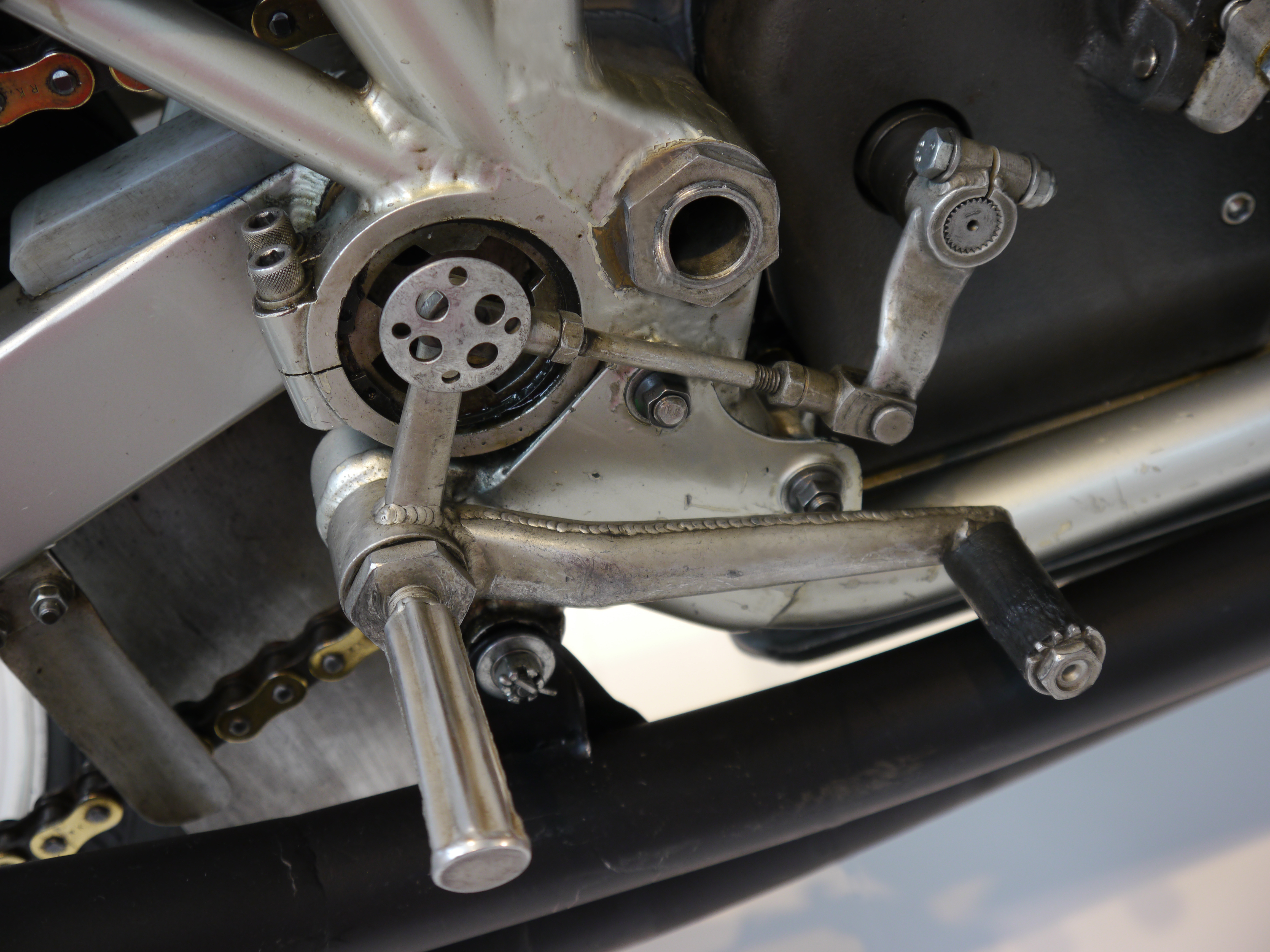
Bild 5

- Bild 1: Der von Piero Remor entworfene Motor einer MV Corse 500 4 Cilindri: Die Gehäuseform der Catena-Version unterscheidet sich deutlich vom Vorgänger, da die Wellen von Kupplung und Getriebe quer im Fahrzeug liegen. Unter den Vergasern sieht man die Magnetzündung (von Lucas), nochmals darunter das Kassettengetriebe.
- Bild 2: Drehzahlmesser als einziges Kontrollinstrument, und Gewichtsersparnis bis ins Detail: Abdeckung des Lenkkopfschaftes durch Bohrungen erleichtert.
- Bild 3: Vorderachse mit Trommelbremse und Belüftungsöffnung.
- Bild 4: Hinterrad mit dem ebenfalls durch Bohrungen erleichterten Kettenblatt. Auch hier Belüftungsöffnungen an der Trommelbremse, zur besseren Wärmeableitung und Entfernung von Bremsstaub. Ab 1953 experimentierte man mit freiliegenden Federn an den hinteren Dämpfern.
- Bild 5: Ab 1960 wurden am Hinterrad Tests mit einer exzentrisch gelagerten Kastenschwinge gemacht.[6]

## Sportliche Erfolge

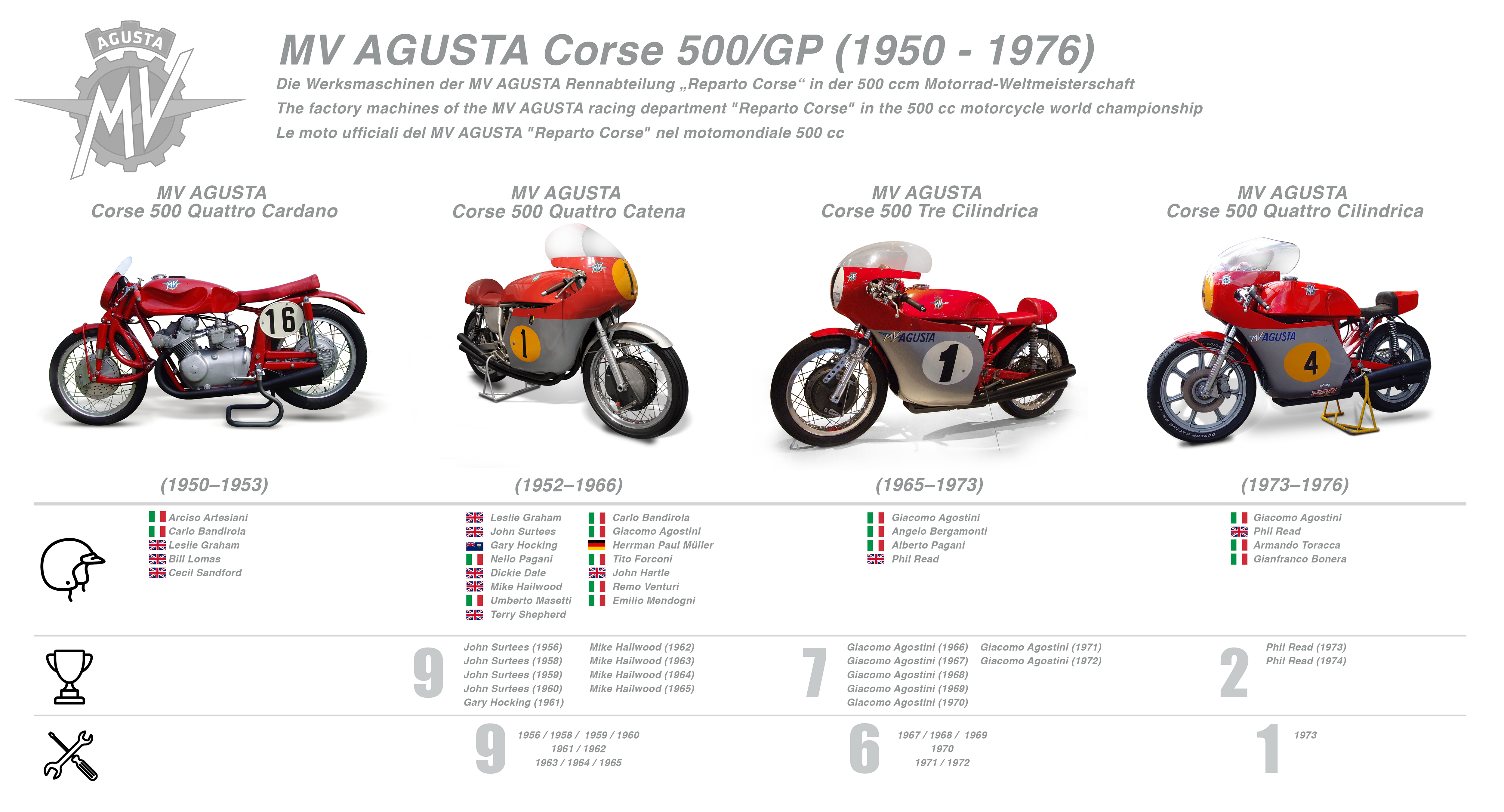
Die Einordnung der Quattro Catena im Kreis der Werksmaschinen der MV AGUSTA Rennabteilung „Reparto Corse“ in der 500-Kubikzentimeter-Motorrad-Weltmeisterschaft mit den jeweiligen Fahrern und errungenen Titeln (Fahrer- und Konstrukteurstitel)

### International
Die Maschinen dieses Modells errangen insgesamt 61 Grand-Prix-Siege in der 500-cm³-Klasse der Motorrad-Weltmeisterschaft. Den ersten Sieg einer Quattro Catena errang Leslie Graham 1952 beim Großen Preis der Nationen in Monza (Italien).
Mit dem Motorrad wurden neun WM-Doppeltitel (Fahrer und Konstrukteur) erzielt: 1956, 1958, 1959 und 1960 durch John Surtees. 1961 mit Gary Hocking. Und von 1962 bis 1965 ununterbrochen durch Mike Hailwood.
Den letzten Sieg erzielte Giacomo Agostini 1966 in Imola.

### National
Sieben Italienische Meisterschaften (durch Carlo Bandirola, Remo Venturi, Silvio Grassetti und Giacomo Agostini)
Eine italienische Junioren-Meisterschaft (durch Gilberto Milani)

### Fahrer
Weitere Fahrer, die auf der Corse 500 Quattro Catena antraten waren: Nello Pagani (ITA), Dickie Dale (GBR), Umberto Masetti (ITA), Terry Shepherd (GBR), Carlo Bandirola (ITA), Hermann Paul Müller (DEU), Tito Forconi (ITA), John Hartle (GBR), Remo Venturi (ITA) und Emilio Mendogni (ITA).
Siege gesamt: 175

## Weitere Entwicklung
Als direkter Nachfolger für den Einsatz in der 500-cm³-Klasse wurde ab 1965 die MV Agusta 500 „Tre“ entwickelt, die wegen ihrer zwischen 1966 und 1972 erzielten Resultate als „das erfolgreichste Rennmotorrad der Geschichte“ gilt. Von 1973 bis zum Ende des Werksteams 1976 wurde noch einmal ein Vierzylinder eingesetzt: die MV Agusta Corse 500 Quattro Cilindrica.

## Technische Daten
| Motor                 | Motor                                                                                                 |
| --------------------- | --- |
| Bauart                | luftgekühlter Vierzylinder-Viertaktmotor; zwei obenliegende Nockenwellen, über Zahnräder angetrieben; |
| Hubraum               | 497,5 cm³                                                                                             |
| Bohrung × Hub         | 53 × 56,4 mm                                                                                          |
| Verdichtung           | 10 : 1                                                                                                |
| Vergaser              | 4 × Dell’Orto SS 28                                                                                   |
| Antrieb               | |
| Kupplung              | Ölbadlamellenkupplung                                                                                 |
| Primärtrieb           | Stirnräder                                                                                            |
| Getriebe              | angeblockt, 5 Gänge                                                                                   |
| Sekundärtrieb         | Kette                                                                                                 |
| Elektrik              | |
| Zündung               | Lucas Magnetzündung                                                                                   |
| Leistung              | |
| Leistung              | 56 PS (41,8 kW) bei 10500/min                                                                         |
| Höchstgeschwindigkeit | 230 km/h                                                                                              |
| Rahmen und Maße       | |
| Rahmen                | geschlossener Rohrrahmen, Doppelschleife                                                              |
| Radstand              | 1370 mm                                                                                               |
| Gewicht               | 118 kg                                                                                                |
| Tankinhalt            | 24 l                                                                                                  |
| Verbrauch             | 10 l/100 km                                                                                           |
| Fahrwerk              | |
| vorn                  | Langarmschwinge (Earles-Gabel), später hydraulisch gedämpfte Teleskopgabel                            |
| hinten                | Hinterradschwinge, Feder-Dämpfer-Einheiten (Schraubenfedern, hydraulische Stoßdämpfer)                |
| Räder vorn/hinten     | Leichtmetallfelgen, Stahlspeichen 2,50 × 19″/ Leichtmetallfelgen, Stahlspeichen 3,00 × 18″            |
| Reifen vorn/hinten    | 3,00 × 19″/3,50 × 18″                                                                                 |
| Bremsen vorn/hinten   | Trommel/Trommel                                                                                       |

Quelle: